# Арсеній (Лазаров)
Арсеній (в миру Атанас Димитров Лазаров, 18 листопада 1986, Стара-Загора, Болгарія) — єпископ Болгарської Православної Церкви, митрополит Сливенський.

## Біографія
Основну освіту здобув в селі Осетеново в громаді Павел-Баня.
У 2006 році з відзнакою закінчив повний п'ятирічного курс Софійської духовної семінарії, після чого вступив до Богословського факультету Софійського університету. Продовжив освіту за спеціальністю «богослов'я» в Пловдивському університеті преподобного Паїсія Хіландарського, який закінчив з відзнакою в 2009 році.
11 серпня 2007 року в Кукленському Космодем'янівському монастирі митрополитом Пловдивським Миколою Севастіяновим був пострижений у чернецтво з ім'ям Арсеній.
У 2008 році прийняв свячення у сан ієродиякона, 20 квітня того ж року в кафедральному храмі Пресвятої Богородиці в Старому Пловдиві висвячений в сан ієромонаха, після чого став парохом в селах Борець і Говедаре Пловдівського благочиння.
6 грудня 2009 року в Пловдивським кафедральному Успенському соборі був зведений в сан архімандрита митрополитом Пловдивським Миколою.
З 2009 року також був директором і керівником Пловдивського православного телеканалу.
У 2010 році був призначений духовним наглядачем Пловдивської єпархії, а в 2012 році — настоятелем митрополичого храму святої Марини в Пловдиві.
2 липня 2014 року був обраний і наречений титулярним єпископом Знепольським з призначенням бути вікарієм Пловдивської єпархії.
6 липня того ж року в Пловдивському Марінинському храмі відбулася його єпископська хіротонія.
26 травня 2024 року Священний Синод обрав його митрополитом Сливенським.